# Tambaur-cum-Ahamdabad
Tambaur-cum-Ahamdabad es un pueblo y nagar Panchayat situado en el distrito de Sitapur en el estado de Uttar Pradesh (India). Su población es de 26052 habitantes (2011). 

## Demografía
Según el censo de 2011 la población de Tambaur-cum-Ahamdabad era de 26052 habitantes, de los cuales 13641 eran hombres y 12411 eran mujeres. Tambaur-cum-Ahamdabad tiene una tasa media de alfabetización del 51,52%, inferior a la media estatal del 67,68%: la alfabetización masculina es del 57,20%, y la alfabetización femenina del 45,18%